# Адікаси
Адіка́си (рос. Адикасы, чув. Атикасси) — присілок у Чувашії Російської Федерації, у складі Великосундирського сільського поселення Моргауського району.
Населення — 107 осіб (2010; 107 в 2002, 125 в 1979; 134 в 1939, 172 в 1926, 131 в 1906, 54 в 1858).

## Історія
Заснований як околоток села Велике Карачкіно. До 1866 року селяни мали статус державних, займались землеробством, тваринництвом. 1931 року утворено колгосп «Молотов». До 22 липня 1920 року присілок перебував у складі Кожважсігачкінської та Малокарачкинської волості Козьмодемьянського, до 6 жовтня 1920 року — Чебоксарського, потім — до складу Ядрінського повіту. 1927 року присілок переданий до складу Татаркасинського району, 1939 року — до складу Сундирського, 1962 року — до складу Ядрінського, 1964 року — до складу Моргауського району.

## Господарство
Присілок має власний водопровід.